# Limenitis epidamna
Limenitis epidamna är en fjärilsart som beskrevs av Felder 1867. Limenitis epidamna ingår i släktet Limenitis och familjen praktfjärilar. Inga underarter finns listade i Catalogue of Life.